# Teorema de Millman
Em engenharia elétrica, Teorema de Millman (ou teorema do gerador paralelo) é método útil para simplificar a solução de um circuito elétrico.  Seu nome é em homenagem a Jacob Millman, que provou o teorema.  Um método similar, conhecido com Método de Tank, já era comumente utilizado antes da prova de Millman.

## Explicação
O teorema de Millman resulta em um método rápido para o cálculo da tensão elétrica nos terminais de um circuito construído apenas com circuitos serie e paralelo.
Sendo ek a tensão elétrica dos geradores de tensão e am a corrente elétrica dos geradores de corrente.
Sendo Ri a resistência elétrica nos ramos sem gerador.
Sendo Rk a resistência elétrica nos ramos com gerador de tensão.
Sendo Rm a resistência elétrica nos ramos com gerador de corrente.
Então Millman estabelece que a tensão elétrica nos terminais do circuito é dada por:
{\displaystyle v={\frac {\sum _{}{\frac {\pm e_{k}}{R_{k}}}+\sum _{}\pm a_{m}}{\sum _{}{\frac {1}{R_{k}}}+\sum _{}{\frac {1}{R_{i}}}}}}